# رشيد شهاب
رشيد شهاب (بالفرنسية: Rachid Chihab)‏ هو لاعب كرة قدم ومدرب كرة قدم فرنسي، ولد في 9 سبتمبر 1961 في المحمدية في المغرب. لعب مع رويال إكسل موسكرون.

## وصلات خارجية
- رشيد شهاب على موقع قاعدة بيانات كرة القدم.إي يو (الإنجليزية)